# Hala Łabowska

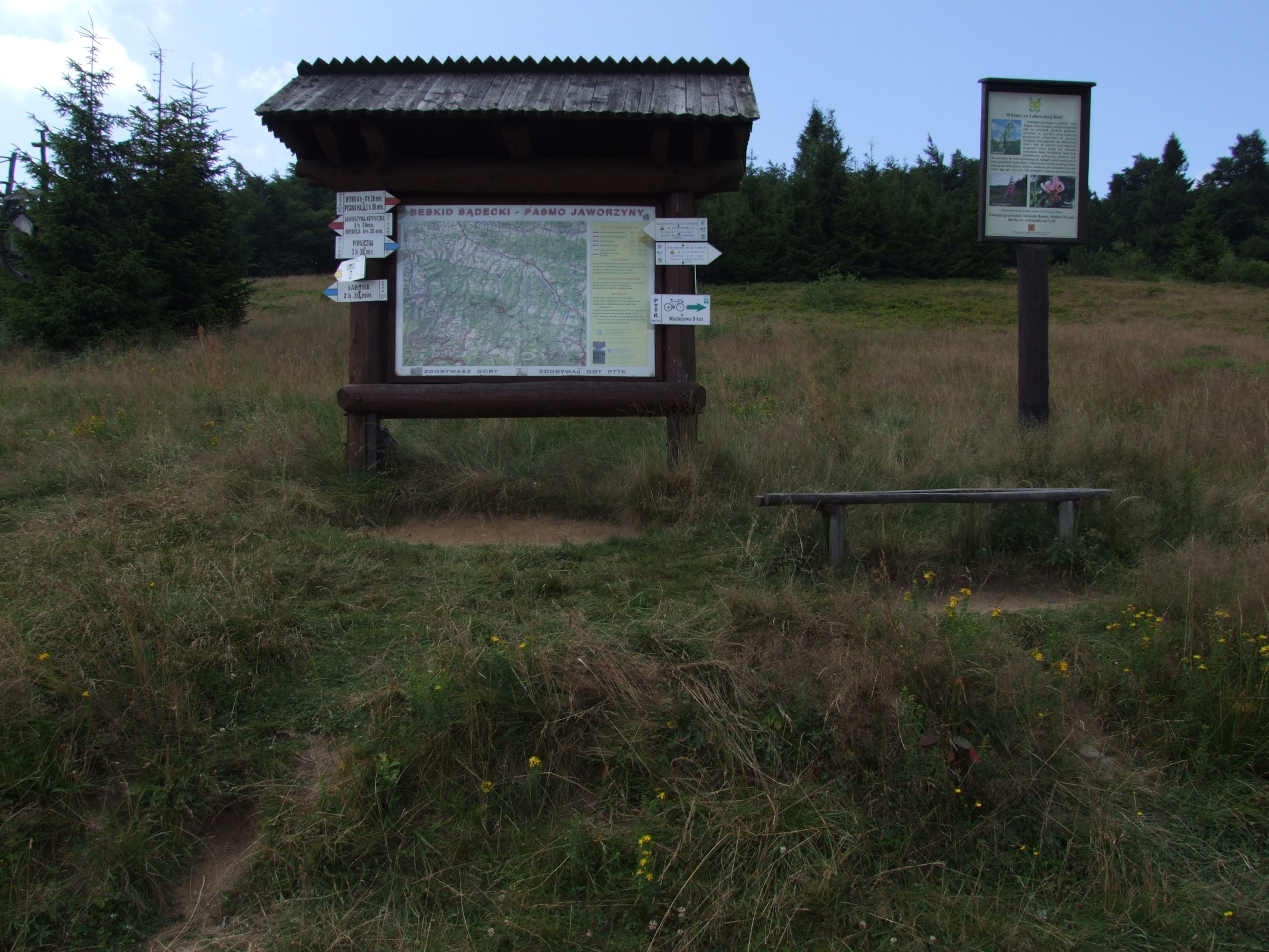
Tablice turystyczne na hali

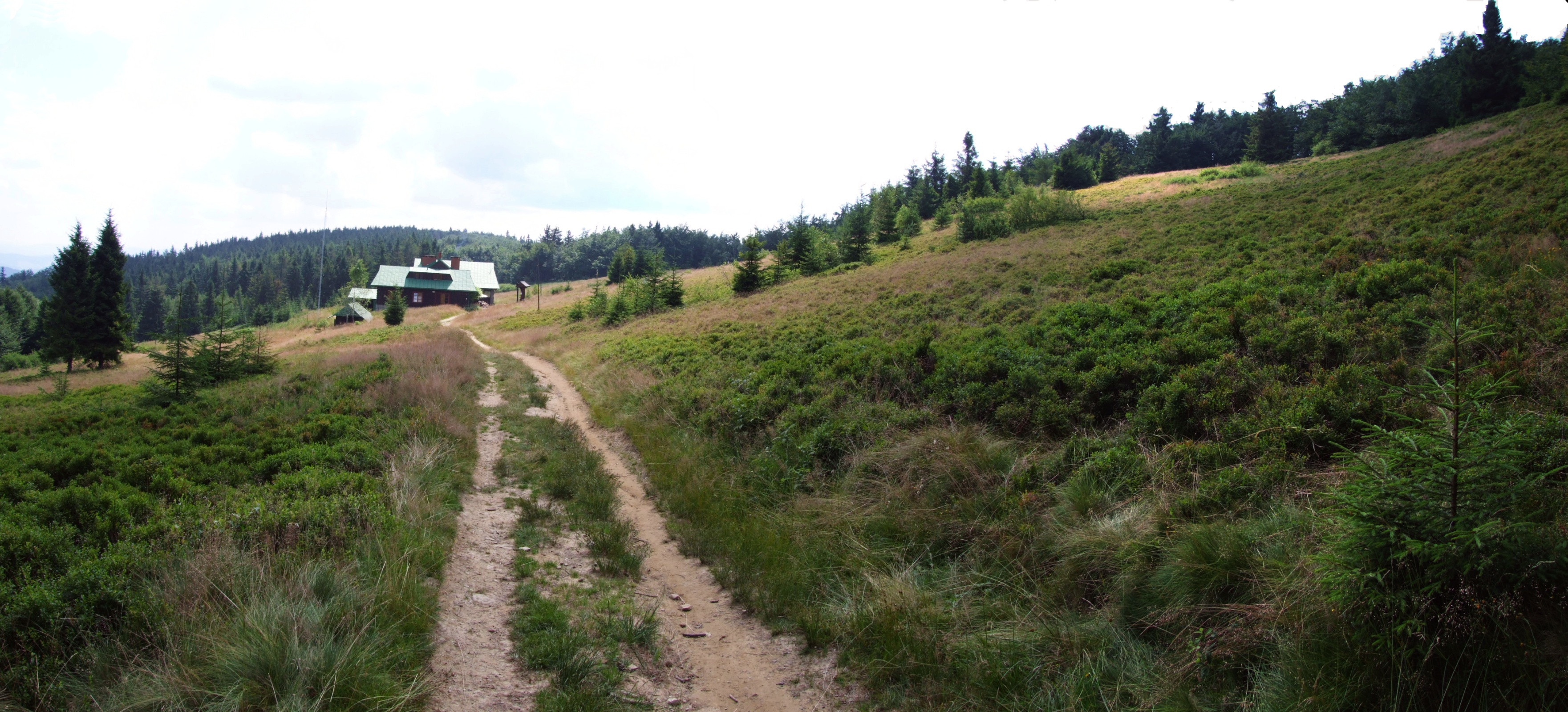
Hala Łabowska

Hala Łabowska – polana w Beskidzie Sądeckim, w środkowej części Pasma Jaworzyny. Jest to hala w pasterskim rozumieniu tego słowa.  
Nazwa hali wzięła się od góralskiej wsi Łabowa, której mieszkańcy wypasali na niej swoje owce. Gdy po II wojnie światowej w ramach Akcji Wisła Rusini (głównie Łemkowie) zostali przesiedleni, hala przeszła na własność Lasów Państwowych. Część hali stanowi własność PTTK. Obecnie hala jest już dużo mniejsza niż dawniej, gdyż wskutek zaniechania wypasu częściowo zarosła lasem, jednak przed całkowitym zalesieniem chroni ją nadanie jej statusu użytku ekologicznego. Hala znajduje się w Popradzkim Parku Krajobrazowym. Zarastanie polan lasem jest niekorzystne nie tylko z turystycznego punktu widzenia (zanikają punkty widokowe), ale również przyrodniczego; następuje bowiem zmniejszenie różnorodności biologicznej. Dla wielu gatunków roślin polany są właściwym siedliskiem, rośliny te nie mogą rosnąć w lesie i giną po zalesieniu polany, a wraz z nimi niektóre związane z nimi zwierzęta (np. motyle).
Na hali znajdował się kiedyś domek myśliwski dawnego właściciela  – hrabiego Adama Stadnickiego. Spalili go podczas II wojny światowej partyzanci, gdyż z domku tego korzystali niemieccy żołnierze. Obecnie  funkcjonuje na hali  schronisko na Łabowskiej Hali. Na zachód od hali znajduje się zalesiony wierzchołek 1064 m. W lesie pomiędzy tym wierzchołkiem a polaną znajduje się odsłonięty w 1999 kamienny pomnik księdza Władysława Gurgacza – kapelana Polskiej Podziemnej Armii Niepodległościowej, który został w 1949 zastrzelony przez UB. Na hali  powyżej schroniska znajduje się pomnik upamiętniający partyzantów 9 kompanii 3 batalionu 1 Pułku strzelców Podhalańskich, którzy w tym rejonie walczyli z hitlerowskim najeźdźcą. 
Łabowska Hala jest dobrym punktem widokowym w kierunku północnym i północno-wschodnim – widać stąd wzniesienia Beskidu Niskiego i pobliskie szczyty Beskidu Sądeckiego. Jest również ważnym węzłem szlaków turystycznych.

## Szlaki turystyki pieszej
– znakowany czerwono Główny Szlak Beskidzki na odcinku pomiędzy Rytrem a Jaworzyną Krynicką
- Czas przejścia z Rytra na Halę Łabowską: 4:55 h, ↓ 4:25 h
- Czas przejścia z Hali Łabowskiej na Jaworzynę Krynicką: 3 h, z powrotem tyle samo

 – niebieski szlak Piwniczna-Zdrój – Łabowa
- Czas przejścia z Piwnicznej na Halę Łabowską: 4:05 h, ↓ 3:35 h
- Czas przejścia z Hali Łabowskiej do Łabowej: 2:30 h, ↑ 3 h

 – żółty szlak Łomnica-Zdrój – Hala Łabowska. Czas przejścia: 4 h, ↓ 3 h